# Distrito de Istarawshan
Istarawshan (en tayiko: Ноҳияи Истаравшан) es un distrito de Tayikistán, en la provincia de Sughd. 
Comprende una superficie de 763 km².
El centro administrativo es la ciudad de Istarawshan.

## Demografía
Según estimación 2009 contaba con una población total de 220000 habitantes.

## Otros datos
El código ISO es TJ.SU.UR, el código postal 735610 y el prefijo telefónico +992 3454.